# NGC 2336
NGC 2336是位於鹿豹座的棒旋星系，距離地球約1億光年，直徑約為20萬光年。威廉·坦普尔於1876年發現該星系。

## 超新星
天文學家在NGC 2336內曾發現一顆超新星SN 1987L。它於1987年8月16日由美國業餘天文學家James Dana Patchick使用自製的17.5"杜布森反射式望遠鏡發現，視星等為14.2等。這顆超新星是由史蒂夫·H·盧卡斯(Steve H. Lucas) 發起的“太陽搜索(SUNSEARCH)”計劃發現的。威廉·赫歇耳望遠鏡於1987年10月20日至21日進行的光譜分析判斷它是一顆Ia型超新星。